# Lista de capítulos de Fairy Tail
O mangá Fairy Tail é escrito e ilustrado por Hiro Mashima, e é publicado pela editora Kodansha na revista Weekly Shōnen Magazine. O primeiro capítulo de Fairy Tail foi publicado em agosto de 2006, já tendo ultrapassado mais de 540 capítulos lançados atualmente. Nesta página, os capítulos estão listados por volume, com seus respectivos títulos originais (títulos originais na coluna secundária, os volumes de Fairy Tail não são titulados). Alguns capítulos saíram apenas na Shōnen Magazine, não tendo sido lançados na forma de volumes, porém, eles também estarão listados aqui.
No Brasil, é licenciado e publicado pela editora JBC desde outubro de 2010.

## Volumes 1~20
| - 1. Fairy Tail - 2. O Mestre Aparece! - 3. Salamandra e Macaco e Touro - 4. Espírito Estelar de Cão Menor | - 1. 妖精の尻尾 (Fearī Teiru) - 2. 総長あらわる! (Masutā Arawaru!) - 3. 火竜と猿と牛 (Karyū to Saru to Ushi) - 4. 子犬座の星霊 (Koinuza no Seirei) |

| - 5. Day Break (Amanhecer) - 6. Invasão!! A Mansão Everlue!! - 7. O Ponto Fraco de um Mago - 8. Lucy vs. Duque Everlue - 9. Dear Kaby (Querido Kaby) - 10. A Maga de Armadura - 11. Natsu no Trem Partindo - 12. Canção Amaldiçoada - 13. Shinigami Ri Duas Vezes | - 5. DAY BREAK (日の出) (Day Break (Hinode)) - 6. 潜入せよ!!エバルー屋敷!! (Sen'nyū sa yo!! Ebarū Yashiki!!) - 7. 魔導士の弱点 (Madōshi no Jyakuten) - 8. ルーシィ vs. エバルー公爵 (Rūshī vs. Ebarū kōshaku) - 9. DEAR KABY (親愛なるカービぃへ) (Dear Kaby (Shin'ai Naru Kābi e)) - 10. 鎧の魔道士 (Yoroi no Madōshi) - 11. その列車はナツを乗せていく (Sono Ressha wa Natsu o Nosete Iku) - 12. 呪歌 (Juka) - 13. 死神は二度笑う (Shinigami wa Nido Warau) |

| - 14. Titania - 15. Fadas ao Vento - 16. Capturem o Kageyama!! - 17. A Magia da Donzela - 18. Chamas e Vento - 19. Impossível, Natsu Não Pode Vencer. - 20. Para Viver Intensamente - 21. O Time Mais Poderoso!!! - 22. Natsu vs. Erza | - 14. 妖精女王 (Teitānia) - 15. 妖精たちは風の中 (Yōsei-tachi wa Kaze no Naka) - 16. カゲヤマを捕まえろ!! (Kageyama o Tsukamaero!!) - 17. 乙女の魔法 (Otome no Mahō) - 18. 炎と風 (Honō to Kaze) - 19. 無理、ナツじゃ勝てないよ。 (Muri, Natsu ja Katenai yo.) - 20. 強く生きる為に (Tsuyoku Ikiru Tame ni) - 21. 最強チーム!!! (Saikyou Chīmu!!!) - 22. ナツ vs. エルザ (Natsu vs. Eruza) |

| - 23. Crime e Punição - 24. Segundo Andar - 25. Ilha Amaldiçoada - 26. A Lua Saiu? - 27. Deliora - 28. Moon Drip - 29. Gray e Leon - 30. O Sonho Continua | - 23. 罪と罰 (Tsumi to Batsu) - 24. 2階 (Ni-kai) - 25. 呪われた島 (Norowareta Shima) - 26. 月は出ているか (Tsuki wa Dete Iru ka) - 27. デリオラ (Deriora) - 28. 月の雫 (Mūn Dorippu) - 29. グレイとリオン (Gurei to Rion) - 30. 夢の続き (Yume no Tsuzuki) |

| - 31. A Venenosa Doku-Doku Jelly - 32. Natsu vs. Yuuka da Tempestade - 33. Fechar? O Portal do Touro Dourado - 34. Espada do Julgamento - 35. Faça o que Você Quiser!! - 36. Ur - 37. O Pássaro Azul - 38. Magia Eterna - 39. A Dolorosa Espada de Gelo Chamada Verdade | - 31. 恐怖の毒毒ゼリー (Kyōfu no Doku-doku Zerī) - 32. ナツ vs. 波動のユウカ (Natsu vs. Hadō no Yūka) - 33. 閉じろ? 金牛宮の扉 (Tojiro? Kingyūkyūuu no Tobira) - 34. 裁きの剣 (Sabaki no Ken) - 35. 勝手にしやがれ!! (Katte ni Shiyagare!!) - 36. ウル (Uru) - 37. 青い鳥 (Aoi Tori) - 38. 永遠の魔法 (Eien no Mahō) - 39. 真実は悲しき氷の刃 (Shinjitsu wa Kanashiki Kōri no Yaiba) |

| - 40. Batalha Final na Ilha Galuna - 41. Urro do Demônio - 42. O Arco do Tempo - 43. Explosão - 44. O Segredo dos Aldeões - 45. Alcance Aquele Céu - 46. Lágrimas (Tear) - 47. Phanton Lord - 48. Leis Humanas | - 40. ガルナ島 最終決戦 (Garuna-tō Saishū Kessen) - 41. 悪魔のおたけび (Akuma no Otakebi) - 42. 時のアーク (Toki no Āku) - 43. BURST - 44. 村人の秘密 (Murabito no Himitsu) - 45. 届け、あの空に (Todoke, Ano Sora ni) - 46. 涙(TEAR) (Namida (Tear)) - 47. 幽鬼の支配者 (Yūki no Shihaisha) - 48. 人間の法律 (Ningen no Hōritsu) |

| - 49. Nuvens Sob a Lua, Flores ao Vento - 50. Lucy Heartfilia - 51. Sombra Gigante - 52. 15 Minutos - 53. Batalha do Calor Intenso - 54. Phanton Mk II - 55. Para Não Ver Essas Lágrimas - 56. Flores que se Abrem na Chuva | - 49. 月ニ叢雲、花ニ風 (Tsuki ni Murakumo, Hana ni Kaze) - 50. ルーシィ·ハートフィリア (Rūshī Hātofiria) - 51. 巨影 (Kyohei) - 52. 15分 (Jūgo-fun) - 53. 激熱の戦い (Gekinetsu no Tatakai) - 54. ファントム Mk II (Fantomu Emukā Ni) - 55. その涙を見ない為に (Sono Namida o Minai Tame ni) - 56. 雨の中に咲く華 (Ame no Naka ni Saku Hana) |

| - 57. Boneco do Tempo - 58. Sempre Há Alguém Superior - 59. Inspire - 60. Asas de Fogo - 61. Os Dois Dragon Slayers - 62. Quando um Fada Cai - 63. Com Isso, Estamos Quites - 64. A Guilda N° 1 - 65. Lei Fairy | - 57. てるてる坊主 (Teru Teru Bōzu) - 58. 上には上がいる (Ue ni wa Ue ga Iru) - 59. INSPIRE - 60. 炎の翼 (Honō no Tsubasa) - 61. 二人の滅竜魔導士 (Futari no Doragon Sureiyā) - 62. 妖精の堕ちる時 (Yōsei no Ochiru Toki) - 63. これで、おあいこな (Kore de, o Aiko na) - 64. 一番のギルド (Ichiban no Girudo) - 65. フェアリーロウ (Fearī Rō) |

| - 66. Camaradas - 67. Minha Decisão - 68. Adeus - 69. Próxima Geração - 70. Frederick e Yanderica - 71. Noite do Bálsamo - 72. A Estrela que Não Pode Retornar ao Céu - 73. Ano 781 - Blue Pegasus - 74. O Espírito Estelar Rei | - 66. 同志 (Dōshi) - 67. あたしの決意 (Atashi no Ketsui) - 68. さようなら (Sayōnara) - 69. NEXT GENERATION - 70. フレデリックとヤンデリカ (Furederikku to Yanderika) - 71. 鳳仙花の夜 (Hōsenka no Yoru) - 72. 空に戻れない星 (Sora ni Modorenai Hoshi) - 73. 781年・青い天馬 (781-nen - Burū Pegasusu) - 74. 星霊王 (Seirei-Ō) |

| - 75. O Sonho da Borboleta - 76. A Torre do Paraíso - 77. Jellal - 78. O Paraíso à Frente - 79. A Decisão de Siegrain - 80. Joana d'Arc - 81. A Voz da Escuridão - 82. Uivo para a Lua - Omake. Missão Especial: Cuidado com o Cara que Você Gosta! | - 75. 胡蝶の夢 (Kochō no Yume) - 76. 楽園の塔 (Rakuen no Tō) - 77. ジェラール (Jerāru) - 78. その先の楽園 (Sono Saki no Rakuen) - 79. ジークレインの決断 (Jīkurein no Ketsudan) - 80. ジャンヌ·ダルク (Janne Daruku) - 81. 闇の声 (Yami no Koe) - 82. 月に吠える (Tsuki ni Hoeru) - Omake. 特別依頼。気になる彼に注意せよ! (Tokubetsu Irai. Ki ni Naru Kare ni Chūi Seyo!) |

| - 83. Encontre o Caminho - 84. A Luta do Gato-Natsu!! - 85. Jogo do Paraíso - 86. Rock da Súcubo - 87. Lucy vs. Juvia - 88. Natsu Vira Refeição. - 89. Armadura do Coração - 90. Ikaruga - 91. Uma Mulher, Um Traje Decisivo | - 83. FIND THE WAY - 84. ナツネコFight!! (Natsu-neko Fight!!) - 85. 楽園ゲーム (Rakuen Gēmu) - 86. ロック·オブ·サキュバス (Rokku Obu Sakyubasu) - 87. ルーシィ vs. ジュビア (Rūshī vs. Jubia) - 88. ナツ、エサになる。 (Natsu, Esa ni Naru.) - 89. 心の鎧 (Kokoro no Yoroi) - 90. 斑鳩 (Ikaruga) - 91. 女一匹、決意の装束 (Onna Ippiki, Ketsui no Shōzoku) |

| - 92. Destino - 93. Prece para a Luz Sagrada - 94. Uma Só Pessoa - 95. A Valquíria que Dorme na Torre - 96. Meteoro - 97. O Escudo da Vida - 98. A Força do Dragão - 99. Titania Cai - 100. Para o Amanhã | - 92. 運命 (Desutinī) - 93. 聖なる光に祈りを (Seinaru Hikari ni Inori o) - 94. ひとりの人 (Hitori no Hito) - 95. 眠れる塔の女騎士 (Nemureru Tō no O-Hime-sama) - 96. 流星 (Mītia) - 97. 命の盾 (Inochi no Tate) - 98. ドラゴンフォース (Doragon Fōsu) - 99. 妖精女王、散る (Titānia, Chiru) - 100. 明日へ (Ashita e) |

| - 101. A Ferocidade da Terra Vermelha - 102. Andar de Cabeça Erguida - 103. Lar - 104. Melhor Amigo - 105. Aquele Cara, Laxus - 106. Festival da Colheita - 107. Batalha da Fairy Tail - 108. Cabum!! - 109. Pelos Seus Amigos, Derrote Seus Amigos | - 101. 赤い大地の激昂 (Akai Daichi no Gekikō) - 102. 強く歩け (Tsuyoku Aruke) - 103. HOME - 104. BEST FRIEND - 105. その男、ラクサス (Sono Otoko, Rakusasu) - 106. 収穫祭 (Shūkaku-sai) - 107. バトル·オブ·フェアリーテイル (Batoru Obu Fearī Teiru) - 108. ゴチーン!! (Gochīn!!) - 109. 友の為に友を打て (Tomo no Tame ni Tomo o Ute) |

| - 110. Renúncia - 111. Os 4 Restantes - 112. Temporal de Espadas - 113. Templo de Trovões - 114. O Amor Ultrapassa Todas as Barreiras - 115. Regulus - 116. Cana vs. Juvia - 117. Advento do Satã - 118. Palavras Gentis | - 110. 投了 (Rizein) - 111. 残り4人 (Nokori Yonnin) - 112. 弾幕剣舞 (Danmaku Kenbu) - 113. 神鳴殿 (Kaminari Den) - 114. 愛は壁を砕いて (Ai wa Kabe o Kudaite) - 115. 獅子の光 (Regurusu) - 116. カナ vs. ジュビア (Kana vs. Jubia) - 117. サタン降臨 (Satan Kōrin) - 118. やさしい言葉 (Yasashii Kotoba) |

| - 119. Choque na Catedra Kardia! - 120. Mystogun - 121. Chance de Alcançar o Topo! - 122. Trovão Solitário - 123. Dois Dragões - 124. Três Dragões - 125. Máscara de Demônio, Coração de Buda - 126. Levante-se!!!! - Omake. X778 - Natsu e o Ovo de Dragão | - 119. 激突!カルディア大聖堂 (Gekitotsu! Karudia Daiseidō) - 120. ミストガン (Misutogan) - 121. てっぺんとるチャンスだろ! (Teppen Toru Chansu Daro!) - 122. 孤独な雷鳴 (Kodoku na Raimei) - 123. ダブル ドラゴン (Daburu Doragon) - 124. トリプル ドラゴン (Toripuru Doragon) - 125. 鬼面仏心 (Kimen Busshin) - 126. 立ちあがれ!!!! (Tachiagare!!!!) - Omake. X778 ナツとドラゴンの卵 (X778 - Natsu to Doragon no Tamago) |

| - 127. Julgamento Mergulhado em Lágrimas - 128. Fantasia - 129. Mesmo Assim, Eu... - 130. Amor & Sorte - 131. Nirvana - 132. Forças Aliadas, Reúnam-se! - 133. 12 Contra 6 - 134. Os Oración Seis Aparecem | - 127. 涙を揮って馬謖を斬る (Namida o Furutte Bashoku o Kiru) - 128. 幻想曲 (Fantajia) - 129. それでも あたしが・・・ (Soredemo Atashi ga...) - 130. LOVE & LUCKY - 131. ニルヴァーナ (Niruvāna) - 132. 連合軍、集結! (Rengōgun, Shūketsu!) - 133. 12対6 (Jyū-ni Tai Roku) - 134. 六魔将軍現る (Orashion Seisu Arawaru) |

| - 135. A Sacerdotisa do Céu - 136. Sarcófago - 137. A Menina e o Fantasma - 138. Sem Prestar Contas - 139. Grand Prix Morto - 140. Mundo Devagar - 141. Luz - 142. Escuridão - 143. Batalha dos Espíritos Estelares | - 135. 天空の巫女 (Tenkū no Miko) - 136. 棺桶 (Kan'oke) - 137. 少女と亡霊 (Shōjo to Bōrei) - 138. 計算外 (Keisan-gai) - 139. デッドGP (Deddo Guran Puri) - 140. 低速の世界 (Teisoku no Sekai) - 141. ヒカリ (Hikari) - 142. 闇 (Yami) - 143. 星霊合戦 (Seirei Gassen) |

| - 144. Uma Linda Voz - 145. Lembranças do Jellal - 146. Você Está Livre - 147. A Guilda da Esperança - 148. Marcha da Destruição - 149. Super Batalha Aérea!! Natsu vs. Cobra - 150. O Rugido do Dragão - 151. Os Seis Demônios Aniquilados!? - 152. Jura, o Mago Sagrado | - 144. きれいな声 (Kirei na Koe) - 145. 追憶のジェラール (Tsuioku no Jerāru) - 146. 君は自由だ (Kimi wa Jiyū da) - 147. 希望のギルド (Kibō no Girudo) - 148. 破滅の行進 (Hametsu no Kōshin) - 149. 超空中戦!! ナツ vs. コブラ (Chōkūchūsen!! Natsu vs. Kobura) - 150. ドラゴンの咆哮 (Doragon no Hōkō) - 151. 六魔壊滅!? (Rokuma Kaimetsu!?) - 152. 聖十のジュラ (Seiten no Jura) |

| - 153. Batalha da Meia-noite - 154. Suas Palavras.... - 155. Último Homem - 156. Zero - 157. De Pégaso às Fadas - 158. Porta das Memórias - 159. Chamas do Pecado - 160. A Força do Pensamento - Omake. Dia do Encontro Fatídico | - 153. 真夜中討伐戦 (Mayonaka Tōbatsu-sen) - 154. 君の言葉こそ・・・・ (Kimi no Kotoba koso....) - 155. LAST MAN - 156. ゼロ (Zero) - 157. 天馬から妖精たちへ (Tenma kara Yōsei-tachi e) - 158. 記憶の扉 (Kioku no Tobira) - 159. 咎の炎 (Toga no Honō) - 160. 想いの力 (Omoi no Chikara) - Omake. 運命の出会いの日 (Unmei no Deai no Hi) |

| - 161. Destruir o Mal e Espalhar a Verdade - 162. Sou uma Pessoa de Sorte - 163. Céu Escarlate - 164. Uma Guilda em Prol de uma Pessoa - 165. Wendy, a Garota Fada - 166. Dragão Negro - 167. A Cidade Desaparecendo - 168. Terras da Terra - 169. Edolas | - 161. 破邪顕正 (Haja Kensei) - 162. 私がついてる (Watashi ga Tsuiteru) - 163. 緋色の空 (Hiiro no Sora) - 164. たった一人の為のギルド (Tatta Hitori no Tame no Girudo) - 165. 妖精少女のウェンディ (Yōsei Shōjo no Wendi) - 166. 黒竜 (Kokuryū) - 167. 消えゆく街 (Kieyuku Machi) - 168. アースランド (Āsu Rando) - 169. エドラス (Edorasu) |

## Volumes 21~40
| - 170. Caça às Fadas - 171. Faust - 172. Chaves da Esperança - 173. Fireball - 174. Revelação - 175. Bem-vindos ao Lar - 176. Extalia - 177. Voem! Até os Seus Amigos! - 178. Porque Estou Contigo | - 170. 妖精狩り (Yōsei Gari) - 171. ファウスト (Fausuto) - 172. 希望の鍵 (Kibō no Kagi) - 173. ファイアボール (Faiabōru) - 174. 啓示 (Keiji) - 175. おかえりなさいませ (Okaerinasaimase) - 176. エクスタリア (Ekusutaria) - 177. 飛べ! 友のもとに! (Tobe! Tomo no Moto ni!) - 178. となりにいるから (Tonari ni Iru kara) |

| - 179. Código ETD - 180. Erza vs. Erza - 181. Guerra Total na Capital Real de Edoras!! - 182. Isso São Vidas!!!! - 183. Academia de Monstros - 184. O Rio de Estrelas em Prol do Orgulho - 185. Garoto de Gelo - 186. Meu Gato - 187. O Canhão Dragão-Acorrentado da Destruição | - 179. コードETD (Kōdo ETD) - 180. エルザ vs. エルザ (Eruza vs. Eruza) - 181. エドラス王都総力戦!! (Edorasu Ōto Sōryokusen!!) - 182. 命だろーか!!!! (Inochi Darō ka!!!!) - 183. モンスターアカデミー (Monsutā Academī) - 184. 星の大河は誇りの為に (Hoshi no Taiga wa Hokori no Tame ni) - 185. アイスボーイ (Aisu Bōi) - 186. オレのネコ (Ore no Neko) - 187. 終焉の竜鎖砲 (Shūen no Ryūsahō) |

| - 188. Uma Asa - 189. O Garoto Daquele Tempo - 190. Sentido Dracônico - 191. Grupo de Três Pessoas - 192. Não Fugirei Mais! - 193. Por Aqueles que Vivem - 194. Eu Estou Bem Aqui - 195. O Rei do Novo Mundo - 196. Grande Lorde Demônio Dragneel | - 188. 方翼 (Katayoku) - 189. あの時の少年 (Ano Toki no Shōnen) - 190. DRAGON SENSE - 191. スリーマンセル (Surī Man Seru) - 192. もう逃げない! (Mō Nigenai!) - 193. 生きる者たちよ (Ikirumono-tachi yo) - 194. オレはここに立っている (Ore wa Koko ni Tatte Iru) - 195. 新しい世界の王 (Atarashii Sekai no Ō) - 196. 大魔王ドラグニル (Daimaō Doraguniru) |

| - 197. Tchau, Tchau, Fairy Tail - 198. Asas para o Amanhã - 199. Lisana - 200. Aquele que Extingue Vidas - 201. Provação - 202. Melhor Parceiro - 203. 8 Caminhos - 204. Quem é o Sortudo? - Omake. Colaboração Extra da Coca-Cola | - 197. バイバイ 妖精の尻尾 (Bai Bai Fearī Teiru) - 198. 明日への翼 (Asu e no Tsubasa) - 199. リサーナ (Risāna) - 200. 生命を消す者 (Inochi o Kesumono) - 201. トライアル (Toraiaru) - 202. ベストパートナー (Besuto Pātonā) - 203. 8つの道 (Yatsu no Michi) - 204. 運がいいのは誰? (Un ga ii no wa Dare?) - Omake. Coca-Cola コラボ番外編 (Coca-Cola Korabo Bangai-hen) |

| - 205. Natsu vs. Gildarts - 206. A Fim de Continuar Neste Caminho - 207. Mest - 208. Pedrador Mortal - 209. Mago Negro - 210. Gajeel Idiota - 211. Kawazu e Yomazu - 212. Alma de Ferro - 213. Um dos Sete Parentes | - 205. ナツ vs. ギルダーツ (Natsu vs. Girudātsu) - 206. この道を進む為に (Kono Michi o Susumu Tame Ni) - 207. メスト (Mesuto) - 208. 死の捕食 (Shi no Hoshoku) - 209. 黒魔導士 (Kuro Madōshi) - 210. ガジルのバカ (Gajiru no Baka) - 211. カワズとヨマズ (Kawazu to Yomazu) - 212. 鉄の魂 (Tetsu no Tamashii) - 213. 七眷属の一人 (Nana Kenzoku no Hitori) |

| - 214. Os Encargos de Makarov - 215. Makarov vs. Hades - 216. A Essência da Magia - 217. Magias Perdidas - 218. Dragão de Fogo vs. Deus das Chamas - 219. Chamas Brilhantes do Deus Dragão - 220. Irmãs Fadas - 221. O Mundo Mágico Supremo - 222. Arco da Encarnação | - 214. 進撃のマカロフ (Shingeki no Makarofu) - 215. マカロフ vs. ハデス (Makarofu vs. Hadesu) - 216. 魔道の真髄 (Madō no Shinzui) - 217. 失われた魔法 (Rosuto Magikku) - 218. 火竜 vs. 炎神 (Karyū vs. Enjin) - 219. 竜神の煌炎 (Ryūjin no Kōen) - 220. 妖精姉妹 (Yōsei Shimai) - 221. 大魔法世界 (Dai Mahō Sekai) - 222. 具現のアーク (Gugen no Āku) |

| - 223. O Portal dos Humanos - 224. A Ambição de Zoldio - 225. Violação - 226. Boneco de Voodoo - 227. O Fogo da Lucy - 228. 13ª, a Mulher Encharcada pela Chuva - 229. Beco Sem Saída do Desespero - 230. Lágrimas de Amor e Vitalidade | - 223. 人間の扉 (Ningen no Tobira) - 224. ゾルディオの野望 (Zorudio no Yabō) - 225. 綻び (Hokorobi) - 226. 丑の刻参り (Ushi no Koku Mairi) - 227. ルーシィファイア (Rūshī Faia) - 228. 13の女は雨に濡れて (Jū-san no Onna wa Ame ni Nurete) - 229. 絶望の袋小路 (Zetsubō no Fukurokōji) - 230. 愛と活力の涙 (Ai to Katsuryoku no Namida) |

| - 231. Aquele que Finaliza - 232. O Que Não Consigo Dizer - 233. Fairy Glitter - 234. O Garoto que Encara o Mar - 235. Árvore Tenrou - 236. Erza vs. Azuma - 237. E Que Guilda - 238. Ao Mesmo Tempo - 239. Espírito de Luta Gélido | - 231. 終わらせる者 (Owara seru Mono) - 232. 言えなかった一言 (Ienakatta Hitokoto) - 233. 妖精の輝き (Fearī Guritta) - 234. 海を見つめる少年 (Umi o Mitsumeru Shōnen) - 235. 天狼樹 (Tenrō-ju) - 236. エルザ vs. アズマ (Eruza vs. Azuma) - 237. なんてギルドだ (Nante Girudo da) - 238. at one time - 239. 凍える闘志 (Kogoeru Tōshi) |

| - 240. Gray vs. Ultear - 241. O Poder que se Torna "Vida" - 242. Acnologia - 243. Erros e Experiência - 244. O Ressoar do Trovão - 245. Um Homem Sem Marca - 246. Domínio do Abismo - 247. Ter Alguém Próximo - 248. Amanhecer na Ilha Tenrou | - 240. グレイ vs. ウルティア (Gurei vs. Urutia) - 241. "生"なる力 ("Sei" Naru Chikara) - 242. アクノロギア (Akunorogia) - 243. 過ちと経験 (Ayamachi to Keiken) - 244. 雷鳴響く (Raimei Hibiku) - 245. 紋章を刻まぬ男 (Monshō o Kizamanu Otoko) - 246. 深淵の領域 (Shin'en no Ryōiki) - 247. こんなに近くにいる (Konna ni Chikaku ni Iru) - 248. 暁の天狼島 (Akatsuki no Tenrō-jima) |

| - 249. A Magia Está Viva - 250. O Despertar de Zeref - 251. Direito de Amar - 252. Aos Pirralhos que Tanto me Orgulham - 253. De Mãos Dadas - 254. Ano X791 - Fairy Tail - 255. Fairy Sphere - 256. 7 Anos em Branco - 257. 7 Anos do Papai | - 249. 魔法は生きている (Mahō wa Ikite Iru) - 250. ゼレフ覚醒 (Zerefu Kakusei) - 251. 愛する資格 (Aisuru Shikaku) - 252. 誇り高きクンガキどもへ (Hokori Takaki Kungaki-domo e) - 253. 手をつなごう (Te o Tsunagou) - 254. X791年・妖精の尻尾 (X791-nen - Fearī Teiru) - 255. 妖精の球 (Fearī Sufia) - 256. 空白の7年 (Kūhaku no 7-nen) - 257. 父親の7年 (Chichioya no 7-nen) |

| - 258. Sabertooth - 259. Polyusica - 260. E Agora Iremos Almejar o Topo - 261. A Primeira Magia - 262. Canção das Estrelas - 263. Crime Sorcière - 264. Apenas Tempo o Bastante para Ficarmos Juntos - 265. Crocus - A Capital das Flores Desabrochantes - 266. Labirinto do Céu | - 258. 剣咬の虎 (Seibātūsu) - 259. ポーリュシカ (Pōryushika) - 260. そしてオレたちは頂上を目指す (Soshite Ore-tachi wa Chōjō o Mezasu) - 261. 一なる魔法 (Ichinaru Mahō) - 262. 星々の歌 (Hoshiboshi no Uta) - 263. 魔女の罪 (Kurimu Sorushiēru) - 264. すれ違つた時間の分だけ (Surechigatta Jikan no Bundake) - 265. 花咲く都・クロッカス (Hanasaku Miyako - Kurokkasu) - 266. 空中迷宮 (Sukai Rabirinsu) |

| - 267. Guilda Nova - 268. Time B da Elite - 269. O Desaparecer Dentro do Silêncio - 270. Numa Noite de Estrelas Cadentes - 271. Lucy vs. Flare - 272. Perdedor Nobre - 273. Orga do Relâmpago Negro - 274. Mau Presságio | - 267. 新規ギルド (Shinki Girudo) - 268. 特攻野郎Bチーム (Tokkō Yarō B Chīmu) - 269. 消えよ 静寂の中に (Kieyo, Shijima no Naka ni) - 270. 星降ル夜ニ (Hoshi Furu Yoru ni) - 271. ルーシィ vs. フレア (Rūshī vs. Furea) - 272. 気高き敗北者 (Kedakai Haibokusha) - 273. 黒雷のオルガ (Kurorai no Oruga) - 274. 凶瑞 (Kyōzui) |

| - 275. O Falcão Bêbado - 276. Carruagem - 277. Meias - 278. Elfman vs. Bacchus - 279. O Portão Escondido na Escuridão - 280. Kagura vs. Yukino - 281. A Malícia Coberta no Véu da Escuridão - 282. 10 Chaves e 2 Chaves | - 275. 酔いの鷹 (Yoi no Taka) - 276. 戦車 (Chariotto) - 277. くつ下 (Kutsushita) - 278. エルフマン vs. バッカス (Erufuman vs. Bakkasu) - 279. 暗闇に潜む扉 (Kuroyami ni Hisomu Tobira) - 280. カグラ vs. ユキノ (Kagura vs. Yukino) - 281. 怨みは夜の帳に包まれて (Urami wa Yoru no Tobari ni Tsutsumarete) - 282. 十の鍵と二の鍵 (Jū no Kagi to Ni no Kagi) |

| - 283. Natsu vs. Sabertooth - 284. Pandemonium - 285. MPF - 286. Laxus vs. Alexei - 287. Família Verdadeira - 288. Wendy vs. Chelia - 289. Punho Pequeno - 290. Noite dos Sentimentos Cruzados | - 283. ナツ vs. 剣咬の虎 (Natsu vs. Seibātūsu) - 284. 伏魔殿 (Pandemoniumu) - 285. MPF - 286. ラクサス vs. アレクセイ (Rakusasu vs. Arekusei) - 287. 本当の家族 (Hontō no Kazoku) - 288. ウェンディ vs. シェリア (Wendi vs. Sheria) - 289. 小さな拳 (Chiisana Kobushi) - 290. 想いが交差する夜 (Omoi ga Kōsa suru Yoru) |

| - 291. Batalha Naval - 292. Um dos Pensamentos - 293. O Perfume que Ofereço a Vocês - 294. A Batalha dos Dragon Slayers - 295. Sting e Lector - 296. Natsu vs. Dragões Gêmeos - 297. O Rosto da Garota que Eu Vi Aquela Vez - 298. A Emocionante Terra Ryuuzetsu - 299. Jornada Solitária | - 291. 海戦 (Nabaru Batoru) - 292. 想いを一つに (Omoi o Hitotsu ni) - 293. 君に捧げる香り (Kimi ni Sasageru Parufamu) - 294. バトル・オブ・ドラゴンスレイヤー (Batoru obu Doragon Sureiyā) - 295. スティングとレクター (Sutingu to Rekutā) - 296. ナツ vs. 双竜 (Natsu vs. Sōryū) - 297. その時 見た少女の顔は (Sono Toki, Mita Otome no Kao wa) - 298. ドキドキ・リュウゼツランド (Dokidoki Ryūzetsurando) - 299. 一人旅 (Hitoritabi) |

| - 300. O Lugar onde Descansam as Almas dos Dragões - 301. O Rei dos Dragões - 302. Projeto Eclipse - 303. Batalha em Dois Frontes - 304. Grandes Jogos Mágicos - 305. A Estrategista das Fadas - 306. Gray vs. Rufus - 307. A Ordem de Lobos Famintos - 308. Fairy Tail vs. Executores | - 300. 竜の魂 眠る場所 (Ryū no Tamashii, Nemuru Basho) - 301. 竜の王 (Ryū no Ō) - 302. エクリプス計画 (Ekuripusu Keikaku) - 303. 二正面作戦 (Ni Shōmen Sakusen) - 304. 大魔闘演武 (Dai Matō Enbu) - 305. 妖精軍師 ('Yōsei Gunshi) - 306. グレイ vs. ルーファス (Gurei vs. Rūfasu) - 307. 餓狼騎士団 (Garō Kishidan) - 308. FT vs. 処刑人 (Fearī Teiru vs. Shokei-nin) |

| - 309. A Terra Queimando - 310. O Lugar em que Estamos - 311. O País para o Amanhã - 312. Trindades - 313. O Cenário do Rei - 314. Erza vs. Kagura - 315. Rosemary - 316. O Futuro em Direção ao Desespero - 317. Sapo | - 309. 燃える大地 (Moeru Daichi) - 310. オレたちのいる国 (Ore-tachi no Iru Basho) - 311. 明日までの国 (Ashita made no Kuni) - 312. Threesomes - 313. 王者のシナリオ (Ōja no Shinario) - 314. エルザ vs. カグラ (Eruza vs. Kagura) - 315. ローズマリー (Rōzumarī) - 316. 絶望へ加速する未来 (Zetsubō e Kasoku suru Mirai) - 317. カエル (Kaeru) |

| - 318. Gajeel vs. Rogue - 319. Cavaleiro Branco - 320. Raio Feroz - 321. Laxus vs. Jura - 322. Glória - 323. A Sombra que Vem e Vai - 324. Aquele Que Fecha a Porta - 325. Unidos!!!! | - 318. ガジル vs. ローグ (Gajiru vs. Rōgu) - 319. 白き騎士 (Shiroki Kishi) - 320. 激雷 (Gekirai) - 321. ラクサス vs. ジュラ (Rakusasu vs. Jura) - 322. GLORIA - 323. ゆきて帰りし影 (Yukite Kaerishi Kage) - 324. 扉を閉める者 (Tobira o Shimeru Mono) - 325. 団結!!!! (Danketsu!!!!) |

| - 326. Natsu vs. Rogue - 327. Também é Minha Responsabilidade - 328. Zodíaco - 329. Sete Dragões - 330. A Magia de Zirconis - 331. A Estratégia de Natsu - 332. Pássaro de Fogo - 333. Homem e Homem, Dragão e Dragão, Homem e Dragão - 334. Pecado e Sacrifício - 335. Tempo de Vida | - 326. ナツ vs. ローグ (Natsu vs. Rōgu) - 327. あたしの分まで (Atashi no Bun Made) - 328. ゾディアック (Zodiakku) - 329. SEVEN DRAGON - 330. ジルコニスの魔法 (Jirukonisu no Mahō) - 331. ナツの作戦 (Natsu no Sakusen) - 332. ファイアバード (Faia Bādo) - 333. 人と人、竜と竜、人と竜 (Hito to Hito, Ryū to Ryū, Hito to Ryū) - 334. 罪と犠牲 (Tsumi to Gisei) - 335. 命の時間 (Inochi no Jikan) |

| - 336. Para Viver esse Dia ao Máximo - 337. Planícies Douradas - 338. O Grande Banquete - 339. A Essência da Poeira Estelar - 340. Presente - 341. O Amanhecer de uma Nova Aventura - 342. Walrod Cken - 343. Caçador de Tesouros - 344. Magos vs. Caçadores | - 336. 今日を全力で生きる為に (Kyō o Zenryoku de Ikiru Tameni) - 337. 黄金の草原 (Ōgon no Sōgen) - 338. 大舞踊演舞 (Dai Buyō Enbu) - 339. 星霜の雫 (Seisō no Shizuku) - 340. 贈り物 (Okurimono) - 341. 新たな冒険の朝 (Aratana Bōken no Asa) - 342. ウォーロッド・シーケン (Wōroddo Shīken) - 343. トレジャーハンター (Torejā Hantā) - 344. 魔導士 vs. ハンター (Madōshi vs. Hantā) |

## Volumes 41~60
| - 345. A Voz de Alguém - 346. A Lei de Regressão - 347. A Batalha dos Cabelos Ruivos, Azuis e Loiros - 348. O Retorno do Demônio - 349. O Demônio Doriarte - 350. Gray vs. Doriarte - 351. Chama Eterna - 352. A Voz da Chama - 353. Exorcismo | - 345. 誰かの声 (Dareka no Koe) - 346. 退化ノ法 (Taika no Hō) - 347. 赤・青・金髪 大激闘 (Aka, Ao, Kinpatsu, Daigekitō) - 348. 悪魔回帰 (Akuma Kaiki) - 349. 悪魔のドリアーテ (Akuma no Doriāte) - 350. グレイ vs. ドリアーテ (Gurei vs. Doriāte) - 351. 永遠の炎 (Eien no Honō) - 352. 炎の声 (Honō no Koe) - 353. 悪魔祓い (Akuma-barai) |

| - 354. Kyouka - 355. Canção das Fadas - 356. Arco Tartarus [Prólogo] - 357. Os Nove Portões Demoníacos - 358. Partículas da Barreira Mágica - 359. Fadas Contra Submundo - 360. Legado Branco - 361. As Duas Bombas | - 354. キョウカ (Kyouka) - 355. Song of the Fairies - 356. 冥府の門編【序章】 (Tarutarosu-hen [Joshō]) - 357. 九鬼門 (Kyū Kimon) - 358. 魔障粒子 (Mashō Ryūshi) - 359. 妖精 対 冥府 (Yōsei Tai Meifu) - 360. 白き遺産 (Shiroki Isan) - 361. 二つの爆弾 (Futatsu no Bakudan) |

| - 362. Natsu vs. Jackal - 363. O Caderno de Contos do Demônio - 364. Arco Tartarus [Parte 1: Imortalidade e Pecadores] - 365. Fadas na Cadeia - 366. 1000 Almas - 367. Jellal vs. Oración Seis - 368. O Terceiro Selo - 369. O Lugar Que as Preces Alcançam | - 362. ナツ vs. ジャッカル (Natsu vs. Jakkaru) - 363. 悪魔の詠む物語 (Akuma no Yomu Monogatari) - 364. 冥府の門編【一章：背徳と罪人】 (Tarutarosu-hen [Isshō: Haitoku to Zainin]) - 365. FAIRY IN THE JAIL - 366. 魂1000個 (Tamashī 1000-ko) - 367. ジェラール vs. 六魔将軍 (Jerāru vs. Orashion Seisu) - 368. 3つ目の封印 (Mittsume no Fūin) - 369. 祈りが届く場所 (Inori ga Todoku Basho) |

| - 370. Demônios Reencarnados - 371. Arco Tartarus [Parte 2: A Canção do Dragão Celestial] - 372. Abertura - 373. Deixe Viver ou Morrer - 374. Revolução - 375. Coisas Sobrenaturais - 376. Wendy VS Ezel - 377. A Ira Imperial do Dragão Céu - 378. Amigas Para Sempre | - 370. 悪魔転生 (Akuma Tensei) - 371. 冥府の門編【二章：天竜の歌】 (Tarutarosu-hen [Nishō: Tenryū no Uta]) - 372. 突破口 (Toppakō) - 373. 生かすか殺すか (Ikasu ka Korosu ka) - 374. レボリューション (Reboryūshon) - 375. 怪力乱神 (Kairyokuranshin) - 376. ウェンディ vs. エゼル (Wendi vs. Ezeru) - 377. 天竜の逆鱗 (Tenryū no Gekirin) - 378. ずっと友達で (Zutto Tomodachi de) |

| - 379. Arco Tartarus [Parte 3: O Imperador das Trevas] - 380. Núcleo do Inferno - 381. A Casa em que Demônios Vivem - 382. Alegria - 383. Lucy Surfista - 384. Um Golpe das Estrelas - 385. Rei Celestial vs. Rei das Trevas - 386. Galaxia Blade | - 379. 冥府の門編【三章：冥王】 (Tarutarosu-hen [Sanshō: Meiō]) - 380. ヘルズ・コア (Heruzu Koa) - 381. 悪魔の住む家 (Akuma no Sumu Ie) - 382. アレグリア (Areguria) - 383. 波乗りルーシィ (Naminori Rūshī) - 384. 星々の一撃 (Hoshiboshi no Ichigeki) - 385. 星霊王 vs. 冥王 (Seireiō vs. Meiō) - 386. ギャラクシア ブレイド (Gyarakushia Bureido) |

| - 387. Arco Tartarus [Parte 4: Pai e Filho] - 388. Erza vs. Minerva - 389. Dragões Gêmeos vs. Rei das Trevas - 390. Um Conto de Menino - 391. Gray vs. Silver - 392. Não Devo Esquecer - 393. Memórias Prateadas - 394. Juvia vs. Keith | - 387. 冥府の門編【四章：父と子】 (Tarutarosu-hen [Yonshō: Chichi to Ko]) - 388. エルザ vs. ミネルバ (Eruza vs. Mineruba) - 389. 双竜 vs. 冥王 (Sōryū vs. Meiō) - 390. 少年の物語 (Shōnen no Monogatari) - 391. グレイ vs. シルバー (Gurei vs. Shirubā) - 392. 忘れちゃいけない (Wasurecha Ikenai) - 393. 銀色の想い (Gin'iro no Omoi) - 394. ジュビア vs. キース (Jubia vs. Kīsu) |

| - 395. Arco Tartarus [Parte 5: Dor Extrema] - 396. Ar - 397. Aço - 398. Os Duelos Finais - 399. Asas do Desespero - 400. Asas da Esperança - 401. Igneel vs. Acnologia - 402. Karyuu no Tekken - 403. Erza vs. Kyouka | - 395. 冥府の門編【五章：究極の痛み】 (Tarutarosu-hen [Goshō: Kyūkoku no Itami]) - 396. Air - 397. 鋼 (Hagane) - 398. 最後の一騎討ち (Saigo no Ikkiuchi) - 399. 絶望の翼 (Zetsubō no Tsubasa) - 400. 希望の翼 (Kibō no Tsubasa) - 401. イグニール vs. アクノロギア (Igunīru vs. Akunorogia) - 402. 火竜の鉄拳 (Karyū no Tekken) - 403. エルザ vs. キョウカ (Eruza vs. Kyōka) |

| - 404. 00:00 - 405. Arco Tartarus [Parte 6: Carta Magna] - 406. A Garota Dentro do Cristal - 407. Para Destruir o Meu Corpo - 408. O Demônio Definitivo - 409. A Agulha Branca e Preta - 410. Memento Mori - 411. Uma Mão Lava a Outra - 412. Dance até Ishgal | - 404. 00:00 - 405. 冥府の門編【六章：マグナ・カルタ】 (Tarutarosu-hen [Rosshō: Maguna Karuta]) - 406. 水晶の中の少女 (Suishō no Naka no Shojō) - 407. 我が身を滅ぼす為に (Wagami o Horobosu Tame ni) - 408. 絶対の悪魔 (Zettai no Akuma) - 409. 白と黒の楔 (Shiro to Kuro no Kusabi) - 410. メメント・モリ (Memento Mori) - 411. 魚心あれば水心 (Uogokoro Areba Mizugokoro) - 412. イシュガルに舞う (Ishugaru ni Mau) |

| - 413. O Livro do END - 414. Gotas de Chama - 415. Esse é o Poder da Vida - 416. Arco Tartarus [Parte Final] - 417. Jornada Solitária II - 418. Os Desafiantes - 419. Mensagem das Chamas - 420. A Ação de Graças da Lamia Scale | - 413. ENDの書 (END no Sho) - 414. 炎の雫 (Honō no Shizuku) - 415. それが生きる力だ (Sore ga Ikiru Chikara da) - 416. 冥府の門編【終章】 (Tarutarosu-hen [Shūshō]) - 417. 一人旅Ⅱ (Hitoritabi II) - 418. 挑戦者 (Chōsen-sha) - 419. 炎のメッセージ (Honō no Messēji) - 420. 蛇姫の鱗感謝祭 (Ramia Sukeiru Kanshasai) |

| - 421. Wendy e Chelia - 422. Orochi's Fin - 423. Tudo Por Amor - 424. Avatar - 425. Sabertooth X792 - 426. Coração Negro - 427. Feroz Batalha Subterrânea - 428. Se Nossos Caminhos Fossem Diferentes - 429. Código Azul | - 421. ウェンディとシェリア (Wendi to Sheria) - 422. 蛇鬼の鰭 (Orochi no Fin) - 423. 愛してるから (Aishiteru kara) - 424. 黒魔術教団 (Avatāru) - 425. 剣咬の虎X792 (Seibātūsu X792) - 426. 黒い心 (Kuroi Kokoro) - 427. 地下の激闘 (Chika no Gekitō) - 428. 道が違うなら (Michi ga Chigau nara) - 429. コードブルー (Kōdo Burū) |

| - 430. Operação de Purificação - 431. Minha Espada é... - 432. Briar Apaixonada - 433. Ikusa-Tsunagi - 434. Punho Demolidor - 435. Grito de Vitória - 436. Memoirs - 437. Magnolia - 438. O Sétimo Mestra da Guilda | - 430. 浄化作戦 (Jōka Sakusen) - 431. 私の剣は・・・ (Watashi no Ken wa...) - 432. 恋するブライヤ (Koisuru Buraiya) - 433. イクサツナギ (Ikusa-Tsunagi) - 434. 崩拳 (Hōken) - 435. 勝鬨 (Kachidoki) - 436. 回想録 (Kaisōroku) - 437. マグノリア (Magunoria) - 438. 七代目ギルドマスタ (Nanadaime Girudo Masutā) |

| - 439. O Império Alvarez - 440. God Serena - 441. Ilha Caracol - 442. A Lei do Espaço - 443. E Então, Não Havia Mais Terra - 444. Imperador Spriggan - 445. Fada Feia - 446. A Terra Abandonada por Deus | - 439. アルバレス帝国 (Arubaresu Teikoku) - 440. ゴッドセレナ (Goddo Serena) - 441. カラコール島 (Karakōru-tō) - 442. 空間の掟 (Kūkan no Okite) - 443. そして大地が消え去った (Soshite Daichi ga Kiesatta) - 444. 皇帝スプリガン (Kōtei Supurigan) - 445. 醜い妖精 (Minikui Yōsei) - 446. 神に見捨てられた地 (Kami ni Misuterareta Chi) |

| - 447. Batalha de Fuga - 448. Lute Contra a Força! - 449. Mavis e Zeref - 450. O Primeiro e Único Deste Mundo - 451. Fairy Heart - 452. Prelúdio da Batalha Final - 453. O Trabalho de um Pai - 454. Esquadrão Dragão Voador e Esquadrão Águia Marinha - 455. Batalha Defensiva de Magnolia | - 447. 脱出戦 (Dasshutsusen) - 448. FIGHT THE POWER! - 449. メイビスとゼレフ (Meibisu to Zerefu) - 450. 世界で ただ一人 (Sekai de, Tada Hitori) - 451. 妖精の心臓 (Fearī Hāto) - 452. 最終決戦の序曲 (Saishū Kessen no Jokyoku) - 453. 親のつとめ (Oya no Tsutome) - 454. 飛竜隊とミサゴ隊 (Hiryū-tai to Misago-tai) - 455. マグノリア防衛戦 (Magunoria Bōeisen) |

| - 456. Ordem - 457. Batalha das Peladas - 458. Estrela da Manhã - 459. Fraqueza - 460. O Pégaso Desce - 461. Este Perfume Vai para... - 462. Campo de Batalha - 463. Tapete negro - 464. Natsu vs. Zeref | - 456. 命令 (Meirei) - 457. BATTLE OF NAKED - 458. 明星 (Myōjō) - 459. ウィークネス (Wīkunesu) - 460. 舞い降りた天馬 (Maiori ta Tenma) - 461. その香りは誰がために (Sono Parufamu wa Ta ga Tame ni) - 462. バトルフィールド (Batorufīrudo) - 463. 黒い絨毯 (Kuroi Jūtan) - 464. ナツ vs. ゼレフ (Natsu vs. Zerefu) |

| - 465. 400 Anos - 466. Assassino - 467. A Chave da Mãe - 468. Lembranças das Estrelas - 469. O Que Eu Quero Fazer - 470. Teoria Híbrida - 471. Até Que a Guerra Termine - 472. Laxus vs. Wahl - 473. Trovão Vermelho | - 465. 400年 (400-Nen) - 466. 暗殺者 (Ansatsusha) - 467. 母の鍵 (Haha no Kagi) - 468. 星の記憶 (Hoshi no Kioku) - 469. あたしのしたい事 (Atashi no Shitai Koto) - 470. Hybrid Theor - 471. 戦いが終わるまでは (Tatakai ga Owaru made wa) - 472. ラクサス vs. ワール (Rakusasu vs. Wāru) - 473. 赤き雷 (Akaki Kaminari) |

| - 474. No Silêncio do Tempo - 475. A Chronos Yesta de Dimaria - 476. Adeus às Garotas Mágicas - 477. Transporte - 478. Furtivo - 479. Aquele que Mais Deve ser Respeitado é... - 480. As Lápides do Norte - 481. A História dos Cadáveres - 482. Vigor | - 474. 静かなる時の中で (Shizuka naru Toki no Naka de) - 475. ディマリア・クロノス・イエスタ (Dimaria Kuronosu Iesuta) - 476. 魔法少女にさよならを (Mahō Shōjo ni Sayonara o) - 477. トランスポート (Toransupōto) - 478. ステルス (Suterusu) - 479. 一番敬うべきは (Ichiban Uyamaubeki wa) - 480. 北の墓標 (Kita no Nohyō) - 481. 屍のヒストリア (Shikabane no Hisutoria) - 482. 気魄 (Kihaku) |

| - 483. As Sete Estrelas - 484. Os Seis Monstruosos - 485. Primeiro Jantar em Cinco Dias - 486. Quarto Hóspede - 487. O Terceiro Selo - 488. Os Dois Juntos, Para Sempre - 489. Universe One - 490. Fairy Tail Zerø - 491. Mãe e Filho | - 483. 七つの星 (Nanatsu no Hoshi) - 484. バケモノ6人 (Bakemono Roku-nin) - 485. 五日ぶりの飯 (Itsuka Buri no Meshi) - 486. 4人目の客 (Yonin-me no Kyaku) - 487. 第三の印 (Dai-san no In) - 488. ずっと二人で (Zutto Futari de) - 489. ユーニバースワン (Yunibāsu Wan) - 490. フェアリーテイル ZERØ (Fearī Teiru Zerø) - 491. 母と子 (Haha to Ko) |

| - 492. Irmã Mais Velha e Irmã Mais Nova - 493. O Dragneel Branco - 494. O Monte que Leva ao Amanhã - 495. Estou Faminto - 496. Avante!!!! - 497. O Mago do Inverno - 498. Gray vs. Invel - 499. Gray e Juvia - 500. Fogo e Gelo | - 492. 姉と妹 (Ane to Imōto) - 493. 白きドラグニル (Shiroki Doraguniru) - 494. 明日へ続く丘 (Ashita e Tsuzuku Oka) - 495. 腹減ってんだ (Harahettenda) - 496. 進め!!!! (Susume!!!!) - 497. 冬の魔導士 (Fuyu no Madōshi) - 498. グレイ vs. インベル (Gurei vs. Inberu) - 499. グレイとジュビア (Gurei to Jubia) - 500. 炎と氷 (Honō to Kōri) |

| - 501. Mari e Randi - 502. Mavis e Zera - 503. A Última Visão Vista - 504. Fissura - 505. Trunfo - 506. Laços Quebrados - 507. Voz - 508. Prazer e Agonia - 509. Kagura vs. Lacarde | - 501. マリーとランディ (Marī to Randi) - 502. メイビスとゼーラ (Meibisu to Zēra) - 503. 最後に見た光景 (Saigo no Mita Kōkei) - 504. 亀裂 (Kiretsu) - 505. 切り札 (Kurifuda) - 506. 壊れた絆を (Kowareta Kizuna o) - 507. 声 (Koe) - 508. 快楽と苦痛 (Kairaku to Kutsū) - 509. カグラ vs. ラーケイド (Kagura vs. Rākeido) |

| - 510. O Coração de Natsu - 511. O Inferno da Fome - 512. Sting, o Dragão Branco das Sombras - 513. Círculo de Flores - 514. A Semente de Dragão - 515. Eu Sou Você... E Você Sou Eu - 516. A Verdade sobre o Encantamento - 517. Wendy Belserion - 518. Encantamento Mestre | - 510. ナツノココロ (Natsu no Kokoro) - 511. 空腹地獄 (Kūfuku Jigoku) - 512. 白影竜のスティング (Hakueiryū no Sutingu) - 513. 花マル (Hanamaru) - 514. 竜の種 (Ryū no Tane) - 515. I am you... you are me - 516. 付加の真理 (Enchanto no Shinri) - 517. ウェンディ・ベルセリオン (Wendi Beruserion) - 518. 極限付加術 (Masutā Enchanto) |

## Volumes 61~Atual
| - 519. Mostre-me seu Sorriso - 520. Dragão ou Demônio? - 521. O Mago Mais Poderoso - 522. O Trunfo de Gray - 523. Vai Queimar o Destino? - 524. Futuro Negro - 525. Por Que a Majestade Nunca Amou Seus Filhos? - 526. O Meu Nome É... - 527. Sentimento | - 519. 笑顔を見せて (Egao o Misete) - 520. 竜か悪魔か (Ryū ka Akuma ka) - 521. 最強の魔道士 (Saikyō no Madōshi) - 522. グレイの切り札 (Gurei no Kirifuda) - 523. 運命は燃えているか (Unmei wa Moeteiru ka) - 524. 黒い未来 (Kuroi Mirai) - 525. なぜ陛下の子は愛されなかったのか (Naze Heika no Ko wa Aisarenakatta no ka) - 526. ぼくのなまえは・・・ (Boku no Namae wa...) - 527. 情 (Jō) |

| - 528. Dragão Mágico - 529. Professora - 530. Neo Eclipse - 531. Pégaso vs. Dragão Branco - 532. Não Posso Mais Ver o Amor - 533. Zeref, o Mago Branco - 534. Os Portões Prometidos - 535. O Maior Poder - 536. A Chama do Rugido do Dragão | - 528. 魔竜 (Maryū) - 529. 先生 (Sensei) - 530. ネオ・エクリプス (Neo Ekuripusu) - 531. 天馬 vs. 黒竜 (Tenma vs. Kokuryū) - 532. 愛はもう見えない (Ai wa Mō Mienai) - 533. 白魔道士ゼレフ (Shiro Madōshi Zerefu) - 534. 誓いの扉 (Chikai no Tobira) - 535. 最強の力 (Saikyo no Chikara) - 536. 荒ぶる竜の炎 (Araburu Ryū no Honō) |

| - 537. O Poder da Vida - 538. Quando a Chama se Extingue - 539. Colapso do Mundo - 540. Harmonia - 541. Magia da Esperança - 542. Instinto - 543. Corações Unidos - 544. Você é o Rei - 545. Amigos Insubstituíveis | - 537. 生命の力 (Seimei no Chikara) - 538. 炎消える時 (Honō Kieru Toki) - 539. 世界崩壊 (Sekai Hōkai) - 540. 調和 (Chōwa) - 541. 希望の魔法 (Kibō no Mahō) - 542. 本能 (Hon'nō) - 543. ユナイテッドハーツ (Yunaiteddohātsu) - 544. あなたは王様です。(Anata wa ōsamadesu) - 545. 置き換えられない友人 (Okikae Rarenai Yūjin) |